# Kolcosznica dziuplowa
Kolcosznica dziuplowa (Platacanthomys lasiurus) – gatunek ssaka z rodziny kolcosznicowatych (Platacanthomyidae). 

## Zasięg występowania
Kolcosznica dziuplowa występuje endemicznie w Ghatów Zachodnich w południowych Indiach, od 14°N do 8°N w Karnatace, Kerali i Tamilnadu.

## Taksonomia
Gatunek po raz pierwszy zgodnie z zasadami nazewnictwa binominalnego opisał w 1859 roku angielski zoolog Edward Blyth nadając mu nazwę Platacanthomys lasiurus. Holotyp pochodził z Alappuzhy, w Kerali, w Indiach. 
Autorzy Illustrated Checklist of the Mammals of the World uznają ten takson za gatunek monotypowy.

### Etymologia
- Platacanthomys: gr. πλατυς platus „szeroki”; ακανθα akantha „cierń, kolec”, od ακη akē „punkt”; μυς mus, μυος muos „mysz”[7].
- lasiurus: gr. λασιος lasios „włochaty, kudłaty”; ουρα oura „ogon”[8].

## Morfologia
Długość ciała (bez ogona) 118–140 mm, długość ogona 76–106 mm; brak szczegółowych danych dotyczących masy ciała.